# Cryphia sugitanii
Cryphia sugitanii är en fjärilsart som beskrevs av Charles Boursin 1961. Cryphia sugitanii ingår i släktet Cryphia och familjen nattflyn. Inga underarter finns listade i Catalogue of Life.